# Carlos Wilson
Carlos Wilson (Remedios de Escalada, 14 de agosto de 1912–Buenos Aires, 26 de febrero de 1996) fue un futbolista argentino, que se destacó jugando en la posición de defensor en Talleres de Remedios de Escalada y Boca Juniors. Por otro lado, fue presidente de la masonería argentina entre 1966 a 1969 y, nuevamente, entre 1981 a 1987.

## Carrera
Wilson nació en Remedios de Escalada (provincia de Buenos Aires), localidad donde había comenzado a jugar desde pequeño. Wilson debutó a los 17 años en la Primera División de Argentina jugando para Talleres de Remedios de Escalada. Gracias a su desempeño en este club fue convocado para la selección nacional, y fue parte de la plantilla que compitió el Campeonato Sudamericano 1935. En aquel torneo disputó tres partidos como titular.
Entre 1936 y 1937 Wilson jugó para Boca Juniors, siendo parte del equipo que logró el Campeonato de Primera División 1936. Luego fue traspasado al Club Atlético Lanús, y en 1940 regresó a Talleres de Remedios de Escalada, club en el cual se retiró.
Asimismo, fue Gran Maestro de la Gran Logia de Libres y Aceptados Masones de la Argentina, por tres períodos, como también miembro de la logia Excelsior 617, bajo la obediencia de la Gran Logia Unida de Inglaterra. En su ámbito masónico, fue autor de diversos manuales de masonería.
Murió en Buenos Aires el 26 de febrero de 1996. Sus restos fueron sepultados en el Cementerio Británico Santa Catalina en la localidad bonaerense de Llavallol.[cita requerida]